# Dendrothripoides venustus
Dendrothripoides venustus är en insektsart som beskrevs av Faure 1941. Dendrothripoides venustus ingår i släktet Dendrothripoides och familjen smaltripsar. Inga underarter finns listade i Catalogue of Life.